# 743062 Dianabeșliu
743062 Dianabeșliu este o planetă minoră (asteroid) din centura de asteroizi. A fost descoperită pe 12 martie 2008 la Observatorul La Silla de . 
Obiectul prezintă o orbită caracterizată de o semiaxă mare de 2,3473436397694 UAi, o excentricitate de 0,15468635463343, o înclinație de 3,1691757187767 ° în raport cu ecliptica.